# Vinzaglio (stacja metra)
Vinzaglio M1 – stacja turyńskiego metra zlokalizowana w ścisłym centrum miasta pod Corso Vittorio Emanuele II. Stacja została oddana do użytku w październiku 2007 wraz z odcinkiem łączącym dwa główne dworce kolejowe miasta Turynu – Porta Susa i Porta Nuova. Na powierzchni kursują linie komunikacji naziemnej: tramwaje 9 i 10 oraz autobusy 55 i 68.